# Giorgio Salmoiraghi
Giorgio Salmoiraghi (né à Milan le 26 novembre 1936 et mort dans la même ville le 27 décembre 2022) est un peintre italien.

## Biographie
Giorgio Salmoiraghi est diplômé du lycée artistique de l'Académie de Brera en 1955. En 1960, il fait partie des fondateurs du « Renouveau des valeurs classiques » avec Valmore Grazioli et Gabriele Mandel.
En 1962, il est actif dans le secteur syndical  à l' USAIBA - UIL de Lombardie et participe à la première exposition régionale au Museo della Scienza e della Tecnica à Milan. Il a organisé d'autres expositions d'art, dont les expositions d'art contemporain de 1964 et 1966 au  Palais royal de Milan  et une exposition d'art contemporain de 1969 à la Villa royale de Milan.
En 1979, il édite une monographie dont des exemplaires sont conservés dans les bibliothèques publiques et privées dont le Centre Pompidou à Paris.
De 1982 à 1984, il crée  un triptyque pour  l'église San Giacinto (Brescia). En 1986-1987, il travaille au Vatican pour créer le portrait de Jean-Paul II exposé au  Palais San Callisto.
En 1990, il reçoit le Ambrogino d'oro de la municipalité de Milan.
Giorgio Salmoiraghi est décédé à Milan le 27 décembre 2022, à l'âge de 86 ans.

Œuvres
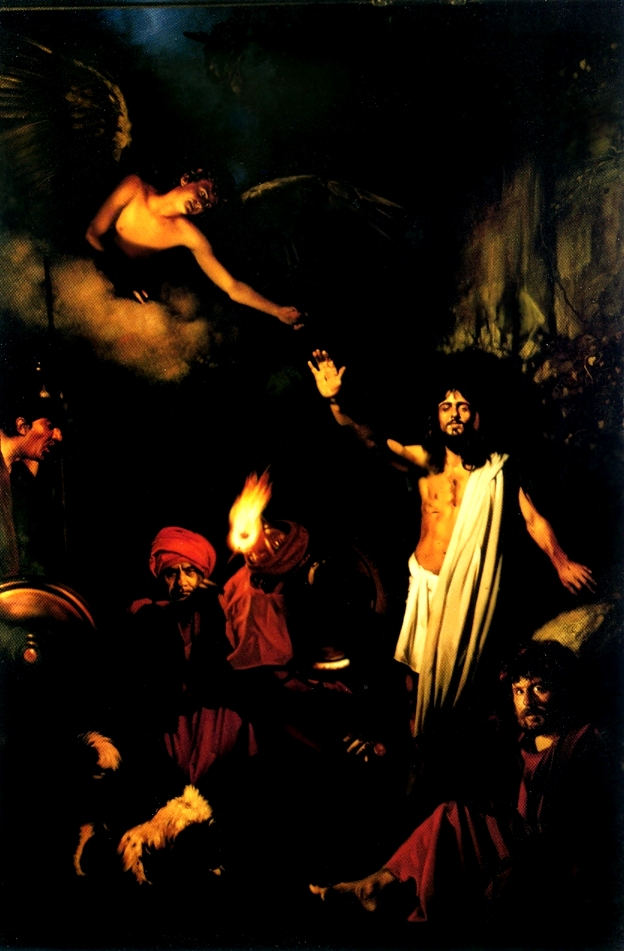
Église San Giacinto Brescia : La Résurrection du Christ
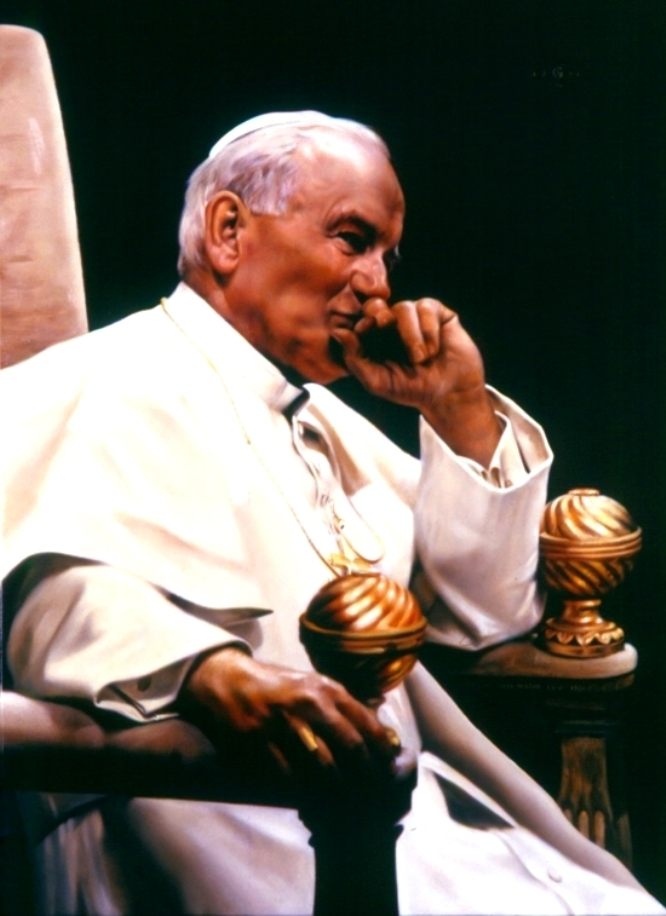
Pape Jean-Paul II